# أحمد الهناندة
أحمد قاسم ذيب الهناندة (مواليد 11 آذار 1973 في إربد) سياسي أردني يشغل منصب وزير الاقتصاد الرقمي وريادة الأعمال في حكومة بشر الخصاونة منذ 12 تشرين الأول 2020.